# 夢遊の人々
『夢遊の人々』（むゆうのひとびと、独：Die Schlafwandler）は、ヘルマン・ブロッホの小説。3部からなる長編で、それぞれ1888年、1903年、1918年のドイツを舞台として、普遍的な価値観念の崩壊が伝統的な小説形式の解体と平行する形で描かれている。第一部は1931年、第二部と第三部は1932年に発表された。20世紀前半のオーストリアに成立した全体小説（roman total）として、しばしばロベルト・ムジールの『特性のない男』とともに言及される。
第一部「1888年 パーゼノウまたはロマン主義」は、帝政期のベルリンおよびマルク・ブランデンブルクが舞台になる。物語は地主階級出身の青年将校パーゼノウが体験する、因習的な結婚と情事との葛藤という伝統的な小説らしい主題を持ち、文体も19世紀的なリアリズムが貫かれている。しかし第二部「1903年 エッシュまたは無政府主義」では20世紀初頭の工業都市ケルンが舞台となり、ホテルマンを首になったエッシュの体験、思考がリアリズムを乗り越えた夢幻的で混沌とした文体で描かれる。第三部「1918年 ユグノオまたは即物主義」では伝統的小説形式が完全に壊され、ルポルタージュ的な文体で描かれる脱走兵ユグノオの挿話を中心としつつも、断章形式で複数の挿話や対話、論考が並べられる。
この小説を描く上での思想的背景となった「価値崩壊」の考えは、のち『ホーフマンスタールとその時代』や『群集の心理』といった著作にもつながっていく。